# .bm
.bm — національний домен верхнього рівня (ccTLD) для Бермудських островів в Інтернеті.

## Домени 2-го та 3-го рівнів
В цьому національному домені нараховується близько 167,000 [Архівовано 7 квітня 2022 у Wayback Machine.] вебсторінок (станом на січень 2009 року).
У наш час використовуються та приймають реєстрації доменів 3-го рівня такі доменні суфікси (відповідно, існують такі домени 2-го рівня):
| Суфікс  | Регламентовані користувачі                                            |
| ------- | --------------------------------------------------------------------- |
| .com.bm | Комерційні установи, корпорації                                       |
| .edu.bm | Наукові та дослідницькі установи, коледжі, університети або інститути |
| .gov.bm | Державні та урядові установи                                          |